# الهولة
الهولة (المفرد: هولي)، ويُشار إليهم جماعيًا باسم بني هولة، هو مصطلح عام يُستخدم للإشارة إلى العرب الإيرانيين من أصول قبلية، الذين هاجروا في الأصل إلى إيران في القرنين الثالث عشر والرابع عشر، وامتزجوا بالسكان المحليين ذوي الأصول العربية الأقدم. وقد استمرت هذه الهجرات حتى القرن التاسع عشر، إلى المناطق التي تُشكّل الآن إقليمي هرمزغان وفارس في إيران، وخاصة بندر عباس، قشم، والمناطق الساحلية القريبة من بندر لنجة.
يتبع الهولة المذهب السنّي، على خلاف الغالبية الفارسية التي تعتنق الشيعة الإثني عشرية، وهم أقرب في معتقداتهم إلى عرب شبه الجزيرة السنّيّين. وقد أعاد معظم الهولة هجرتهم إلى شبه الجزيرة العربية بين أواخر القرن التاسع عشر وأوائل القرن العشرين. كما أن السياسات الاقتصادية المقيّدة التي فرضها رضا شاه في ثلاثينات القرن العشرين أدّت إلى هجرة معظم الهولة مرة أخرى إلى الجزيرة العربية.
لا يُشير مصطلح "هولة" إلى العوائل السنّيّة اللارية العجمية مثل: العوضي، الكنـدري، الجنـاحي، الخلـوري، الزروني، والبستكي. بل يشير تحديدًا إلى الهولة العرب الحقيقيين (عرب الساحل), ويشمل ذلك قبائل: القواسم، الحمادي، ال نَصُور/نَصُّور، العبيدلي، وبني تميم.
ويُشار إلى الهولة الأصليين عادةً باسم عرب الساحل الشرقي أو ببساطة عرب فارس، إلا أن بعضهم يُفضّل عدم تسميتهم بـ"الهولة" لأن هذا المصطلح بات يُستخدم في الخليج للإشارة إلى العجم اللاريين (العجم السنّة). في المقابل، يختار بعض العجم اللاريين أحيانًا تعريف أنفسهم على أنهم "هولة" نتيجة ضغوط اجتماعية للاندماج.
على الرغم من أن الهولة والعجم اللاريين عاشوا جنبًا إلى جنب في جنوب إيران، إلا أنهم مختلفون جينيًا. فالهولة هم سكان حديثو العهد نسبيًا في جنوب إيران، حيث هاجروا من الجزيرة العربية خلال القرون الخمسة الماضية. إلا أن بعضهم، مثل قبيلة بني تميم، يقال إنهم أقاموا هناك منذ العهد الساساني.
وقد تبنّت بعض العائلات غير العربية أسماء قبائل الهولة العرب، مثل تسمّيها بالحمّادي أو المرزوقي، لكنها مجرّد أسماء فقط.

## الأصل اللغوي
كلمة "هولة" (بالعربية: الهولة) هي صيغة جمع لكلمة "هولي" (بالعربية: هولي). وما زال معنى الكلمة غامضًا، إذ يستمر الكثير من المؤرخين الخليجيين في مناقشة أصلها ودلالتها. وخلافًا للاعتقاد الشائع، فلا يوجد دليل قوي يدعم القول بأنها تعني "التحوّل" أو "التغيير".[بحاجة لمصدر]
يبدو أن "الهولة" كانت اتحادًا قبليًا تشكّل في سواحل عُمان، شبيهًا باتحاد العتوب، الذين كانوا أحيانًا خصومًا للهولة. إلا أن هذا المصطلح اختفى لاحقًا، ما يُفسّر غيابه عن الذاكرة الشفوية للهولة أنفسهم.
وفي كتاب لديجانيرا كوتو وروي لوريرو حول التفاعلات البرتغالية في هرمز، يُعرّف "الهولة" على أنهم العرب المهاجرون.
لا يُعرف الكثير عن المهاجرين العرب الذين استقروا على الساحل الإيراني بين بوشهر ولنجة في أواخر القرن السادس عشر. فقد كانوا جماعات قبائل صغيرة من البحّارة والتجار والصيادين وغواصي اللؤلؤ والمزارعين. وعلى الرغم من أنهم كانوا يُشار إليهم جميعًا باسم "بني هولة"، إلا أنهم لم يكونوا مجموعة موحّدة، بل كانوا في الواقع أشد المنافسين لبعضهم البعض على الوصول إلى بنوك اللؤلؤ.
— من كتاب الخليج الفارسي: عرب الهولة في سواحل شيبكوه في إيران لـ"فيلِم فلور"
ويُعرّف الباحث لورنس بوتر "الهولة" على أنهم:... جماعات من العرب السنّة الذين هاجروا من عُمان والسواحل الشرقية لشبه الجزيرة العربية إلى الجانب الإيراني من الخليج، بين بوشهر وبندر عباس، ويُرجَّح أن ذلك بدأ في القرن الثامن عشر. وفي نهاية المطاف، عادوا إلى الجانب العربي، خاصة بعد اكتشاف النفط وفرض السياسات الاقتصادية المقيّدة من قبل رضا شاه في ثلاثينات القرن العشرين.
— الخليج الفارسي في التاريخ، لورنس جي. بوتر

## تاريخ
في القرن الثامن عشر، استولت القبيلة العربية القاسمية، التي كانت ذات قوة بحرية كبرى، على السواحل والجزر الجنوبية لإيران، لا سيّما حول بندر لنجة.
وفي عام 1779م، اعترفت الدولة الزندية الإيرانية بالأمر الواقع وعيّنت قاسميًا حاكمًا محليًا (فرماندار) لبندر لنجة. وفي الوقت نفسه، سمحت الزنديون لـ"شركة الهند الشرقية البريطانية" بإقامة وجود دائم لها في بوشهر. وقد بقي القواسم يسيطرون على بندر لنجة والمنطقة المجاورة حتى عام 1887م، حين هُزموا على يد البريطانيين في ما أسموه "حملة مكافحة القرصنة"، وهو مصطلح يشكّك فيه بعض الباحثين الإماراتيين (منهم حاكم الشارقة الحالي سلطان بن محمد القاسمي)، ويعتبرونه ذريعة استعمارية للسيطرة على طرق التجارة إلى الهند والعراق.
تراجع القواسم إلى الساحل الجنوبي للخليج، وعادت المناطق الإيرانية الواقعة تحت سيطرتهم إلى الحكم الاسمي لطهران.
وكانت السكان العجم اللاريين (العجميين) من اللارستانيين يعيشون على الساحل بجانب القواسم، وازدهروا في ظل حكمهم كتجار في مجال اللؤلؤ. ويرى الباحث جون دبليو ليمبرت أن سياسات رضا شاه بهلوي في فرض التجنيد الإجباري، وتحديث سجلات الأحوال المدنية، وإجبار النساء على نزع الحجاب، دفعت الكثير من اللاريين (العجم السنّة) إلى الهجرة مع القواسم إلى الجزيرة العربية، ما زاد من الامتزاج بين الأصول العربية والفارسية للهولة.[بحاجة لمصدر]

## الهوية والأصل
تحدّث مؤرخو تلك الفترة، مثل نيبور، ولوريمر، وديفيد سيتون وغيرهم، عن كثير من الأحداث السياسية والاجتماعية في الخليج في الفترة التي سبقت الهجرات الكبرى الأخيرة من جنوب إيران إلى دول الخليج خلال حكم رضا شاه بهلوي في أوائل القرن العشرين. وقد وصف هؤلاء المؤرخون هوية الهولة العرب الحقيقيين وفقًا لمعايير جغرافية واجتماعية دقيقة.
يتفق هؤلاء المؤرخون على أن العرب الهولة يسكنون منطقة جغرافية محددة تبدأ من بندر كنغان في الجنوب حتى بندر كنگان في الشمال، ومن ساحل الخليج العربي غربًا حتى جبال شيبكوه شرقًا. وتُعرف هذه المنطقة باسم إقليم شيبكوه (بالفارسية: شيبكوه)، أي الجبل المائل. ولا يوجد عرب هولة – وفق هذا الوصف – في المناطق الأخرى مثل بندر عباس، بستك، بوشهر، فلامرز، الأهواز، أو عبدان.
وبحسب المؤرخ السعودي جلال الهارون، هناك نوعان من الهولة:  
- النوع الأول: العرب الأصليون الذين هاجروا إلى جنوب إيران من السواحل الشرقية لشبه الجزيرة العربية في القرنين السادس عشر والسابع عشر، مثل بني حمّاد، القواسم، العبيدلي، والحرام.[11][13] ويُشار إليهم اليوم بـ"عرب فارس" أو "عرب الساحل".[11][13][21]
- النوع الثاني: السكان الأصليون غير العرب في جنوب إيران الذين كانوا تحت حكم القبائل العربية المذكورة، ثم هاجروا معهم لاحقًا إلى الجزيرة العربية خلال القرن العشرين بعد تدخل الدولة الإيرانية.[11][13]

## عائلات الهولة
كما ورد عن بارون فان كنيبهاوزن في كتاب الراية الحمراء الدامية: تحقيق في قرصنة القواسم (1797–1820):
"زور" مدينة كبيرة نسبيًا محصّنة على الطريقة المحلية، وبها بعض قطع المدفعية. يسكنها فرع من الهولة يُعرف باسم القواسم، وكانوا سابقًا تابعين لإمام مسقط، لكنهم لم يعودوا يعترفون بسلطته.
تُخبرنا المصادر التاريخية أن "عرب الهولة" لا ينحدرون من قبيلة واحدة، بل إنهم ينتمون إلى اتحاد قبلي مكوَّن من عدة قبائل عربية محددة. وهنا يجب التركيز على كلمة "محددة"، لأن القبائل التي تُشكّل "عرب الهولة" ومنها القبائل التالية:
1. القاسمي أو القواسم.
2. المرزوقي أو المرازيق.
3. العلي.
4. بني بشر.
5. بني حماد أو الحمادي.
6. بني عبيدل أو العبيدلي.
7. الحرام أو الحرامي.
8. بني مالك أو المالكي.
9. بني تميم أو التميمي.
10. النصور/النصُّور أو المثكور.

## الخلط المقصود مع العجم اللاريين (العجميين)
سكان مناطق بستك، خنج، وعوض (بالفارسية: عوض) في إيران يستغربون ادعاء النسب العربي ويُنكِرونه بشدّة. وكما يقول المثل: "أهل مكة أدرى بشعابها"، فلماذا يُصرّ البعض على نسب العروبة لهذه المناطق؟
— تعليق أحد المشاركين في منتدى.
قامت العديد من العائلات العجمية اللارية السنّيّة، ولا سيما في البحرين، بتغيير أسمائها، حيث أضاف بعضهم الـ"أل" العربية (الـ) إلى أسمائهم، بينما غيّر آخرون أسمائهم بشكل كامل.
واستنادًا إلى دراسة أُجريت عام 2013، أشار الباحث إلى أن الوضع اللغوي والديني للعجم السنّة في البحرين معقد، ويحدث في بعض الأحيان خلط مقصود بين "الهولة العرب" و"العجم السنّة".
وتذكر الدراسة نفسها أن العجم السنّة من اللاريين لم يواجهوا تمييزًا عنصريًا ممنهجًا. كما تُشير مدوّنات لاريّة/عجمية إلى أن تغيير الأسماء جاء إما لتجنّب التمييز أو لتسهيل الاندماج في المجتمع.
وتوجد مشكلة مشابهة في الكويت، حيث تقوم بعض المصادر، عمدًا أو عن غير قصد، بإدراج عائلات غير عربية ضمن "الهولة العرب".

## روابط خارجية
- "Arabs of Fars and the Gulf Arab Coast - Y-DNA Results Overview". Family Tree DNA. مؤرشف من الأصل في 2025-07-28.